# Breedkieuwkathaai
De breedkieuwkathaai (Apristurus riveri) is een vis uit de familie van Pentanchidae, orde van grondhaaien (Carcharhiniformes). De vis kan een lengte bereiken van 46 centimeter. 

## Leefomgeving
De breedkieuwkathaai is een zoutwatervis. De soort komt voor in diep water in de Atlantische Oceaan op een diepte van 860 tot 1098 meter. 

## Relatie tot de mens
De breedkieuwkathaai is voor de visserij van geen belang. In de hengelsport wordt er weinig op de vis gejaagd. 